# 한국분재연구소
한국분재연구소는 서울특별시 서초구 내곡동 기슭에 위치한 박물관이다. 3000여평의 땅에 수령 500년이 된 것으로 추정되는 소사 나무, 바닷가의 내음을 풍길 듯한 해송, 작은 키에 열매를 주렁주렁 매단 과실나무, 매화와 배롱나무 등의 분재가 전시되어 있다.

## 교통
- 지하철 : 3호선 양재역 하차 7번 출구
- 버스 : 방앗간 414번